# Monica Rennerfelt
Monica Birgitta Elisabet Rennerfelt, född Stolpe den 18 december 1935 i Lindesbergs församling i Örebro län, död den 6 januari 1996 i Engelbrekts församling i Stockholm, var en svensk översättare.
Hon var dotter till författaren Sven Stolpe och översättaren Karin Stolpe. Fram till 1968 skrev hon sig Monica Stolpe. Hon var filosofie kandidat och översatte såväl vuxen- som barnböcker, från en rad språk. Från 1960 till sin död var hon gift med civilingenjör Lars Rennerfelt (född 1936).
Monica Rennerfelt är begravd på Djursholms begravningsplats.

## Översättningar (urval)
- Jens Bjørneboe: Förrän hanen gal (Før hanen galer) (1954)
- Ilse Aichinger: Den fjättrade (Der Gefesselte) (Sigtuna bokhandel, 1954)
- Thomas Merton: Kallad till tystnad (Elected silence) (översatt tillsammans med Sven Stolpe) (Gleerup, 1956)
- Roy Vickers: Kanske ett mord (Murdering Mr Velfrage) (Bergh, 1957)
- Ralph Oppenhejm: Marianne Petits upplevelser (Det skulle så være) (översatt tillsammans med Sven Stolpe) (Lindblad, 1957)
- Finn Carling: Källan och muren (Kilden og muren) (Natur och kultur, 1958)
- Mary Borden: För kärleks skull (The hungry leopard) (Bergh, 1958)
- Mary Shelley: Frankenstein (Frankenstein or, the modern Prometeus) (Christofer, 1959)
- Sforza Pallavicino: Drottning Kristinas väg till Rom (La descrizione del primo viaggio fatto a Roma dalla regina di Svezia) (översatt tillsammans med Karin Stolpe) (Italica, 1966)
- Thor Heyerdahl: Sjövägarna till Polynesien (Forum, 1967)
- Jules Verne: Den hemlighetsfulla ön (L'île mysterieuse) (Litterära verk, 1969)
- Vilhelm Hansen: Lek och måla med Rasmus Nalle (Mal og leg med Rasmus Klump) (Illustrationsförlaget, 1969)
- Hanne och Annie Galst: Den försvunna skeden: vi syr handdockor och spelar teater (Illustrationsförlaget, 1971)
- Richard Wurmbrand: Seger genom tro (Victorious faith) (Evangeliipress, 1976)
- Arne Falk-Rønne: Israel (Med Falk-Rønne til Israel) (IPC, 1976)
- Pier Paolo Pasolini: Pier Paolo Pasolini: teckningar 1941-1975: Kulturhuset, Studio I, 19 september-26 oktober 1986 (Kulturhuset, 1986)
- Folk - musik - dans i nordisk konst: 14 juni-26 augusti 1990 (Liljevalchs konsthall, 1990)